# Cabatuan (Isabela)
Cabatuan è una municipalità di quarta classe delle Filippine, situata nella Provincia di Isabela, nella Regione della Valle di Cagayan.
Cabatuan è formata da 22 baranggay:
- Calaocan
- Canan
- Centro (Pob.)
- Culing Centro
- Culing East
- Culing West
- Del Corpuz
- Del Pilar
- Diamantina
- La Paz
- Luzon

- Macalaoat
- Magdalena
- Magsaysay
- Namnama
- Nueva Era
- Paraiso
- Rang-ay (Caggong)
- Sampaloc
- San Andres (Teodoro Abad)
- Saranay
- Tandul